# سولاروسا
سولاروسا (به ایتالیایی: Solarussa) یک کومونه در ایتالیا است که در استان اریستانو واقع شده‌است.

## خصوصیات
سولاروسا ۳۱٫۹ کیلومترمربع مساحت و ۲٬۴۹۶ نفر جمعیت دارد.